# Epitranus torymoides
Epitranus torymoides is een vliesvleugelig insect uit de familie bronswespen (Chalcididae). De wetenschappelijke naam is voor het eerst geldig gepubliceerd in 1953 door Risbec.